# آرش صادقی
آرش صادقی (زادهٔ ۷ مهر ۱۳۶۵)، زندانی سیاسی، فعال مدنی و فعال حقوق بشر اهل ایران و دانشجوی اخراجی دانشگاه علامه طباطبایی تهران است. او به دلیل فعالیت‌های سیاسی خود از سوی مقامات از ورود به دانشگاه و ادامه تحصیل منع شده است. فعالیت او بر مستند کردن موارد نقض حقوق بشر درون زندان‌های ایران، آزار و اذیت‌ها و شرایط نامساعد زندان‌ها، همچنین موارد نقض حقوق بشر توسط مسئولان مانند شکنجه، رفتار نامناسب، نبود حق ملاقات و دسترسی به وکیل و نبود امکانات درمان پزشکی بوده است. وی در جریان خیزش ۱۴۰۱ ایران در ۲۰ مهر ۱۴۰۱ مجدداً دستگیر شد.

## دستگیری و زندان
آرش صادقی در دی ۱۳۸۸ به همراه تعدادی از دانشجویان معترض به نتایج انتخابات ریاست‌جمهوری ۸۸ بازداشت و به بند ۲۰۹ منتقل و در تاریخ ۲۳ اسفند همان سال به قید وثیقه آزاد شد. بار دیگر او در اردیبهشت ۱۳۹۳ توسط اطلاعات سپاه بازداشت و پس از شش ماه حبس اسفند همان سال با وثیقه ۶۰۰ میلیونی آزاد شد.
به گفته فعالان حقوق بشر صادقی در دادگاه انقلاب به اتهام اجتماع و تبانی علیه امنیت داخلی، توهین به رهبری، تشکیل گروه‌های غیرقانونی، تبلیغ علیه نظام به ۱۵ سال حبس محکوم شد. قاضی پورعرب، رئیس شعبه ۵۴ دادگاه همچنین حکم ۴ سال حبس تعلیقی صادقی را لازم‌الاجرا کرد. به این ترتیب آرش صادقی به ۱۹ سال حبس محکوم شد.
براساس اعلام قوه قضاییه جرایم او عبارتند از ارتباط با یکی از سرپل‌های اطلاعات سازمان منافقین در داخل کشور، ارتباط سازمانی با گروهک تروریستی پژاک، متهم کردن نظام به شکنجه سران فتنه، حمایت از بهائیت، ترتیب دادن مصاحبه خانواده‌های زندانیان با رسانه‌های خارجی، برنامه‌ریزی برای اخلال در نظم عمومی شهری، شرکت در جلسات سازمان یافته دراویش گنابادی، ارسال اخبار غیرواقعی از زندان اوین برای رسانه‌های ضدانقلاب، ارسال گزارش مکرر به احمد شهید برای سیاه‌نمایی و تحریم علیه ایران، اقدام علیه امنیت ملی.

### مرگ مادر در حمله نیروهای امنیتی
در یورش نیروهای امنیتی ایران به محل سکونت وی در سال ۲۰۱۰، مادرش دچار حمله قلبی شد و چند روز بعد در بیمارستان بر اثر سکته قلبی درگذشت. مأموران امنیتی در حالی که او به دلیل حمله قلبی روی زمین دراز کشیده بود خانه را تفتیش کردند. او در آن هنگام در خانه حضور نداشت.

## اعتصاب غذا
صادقی از اول آبان ۱۳۹۵ در اعتصاب غذا به سر می‌برد و به همین دلیل چندین بار به بیمارستان منتقل شد.
به دلیل چندین دور اعتصاب، کلیه و معده و روده و ماهیچه‌های قلبش مشکل شدید دارد. آخرین بار در زندان اوین و در اعتراض به بازداشت همسر سابقش گلرخ ایرایی بود که بیش از هفتاد روز به درازا کشید.
صادقی در تاریخ چهاردهم دی ماه ۱۳۹۵ در پی آزادی موقت همسرش به قید وثیقه، پس از ۷۱ روز، اعتصاب غذای خود را شکست اما چندی بعد همسر او مجدداً بازداشت شد.

## ابتلا به سرطان و عدم دسترسی به درمان
آرش صادقی به خاطر ابتلا به سرطان استخوان، بعد از ماه‌ها و با تأخیر در روز ۱۱ سپتامبر ۲۰۱۸ از ناحیه بازو تحت عمل جراحی قرار گرفت. اما در محل عمل دچار عفونت شدید شد و مقامات رسمی زندان از ادامه معالجه او جلوگیری کردند و او را روز ۱۵ سپتامبر به زندان بازگرداندند.
عفو بین‌الملل می‌گوید که آرش صادقی باید سه روز زودتر از عمل در بیمارستان بستری می‌شد که به درخواست پزشکان در این زمینه بی اعتنایی شد.
فیلیپ لوتر گفت که پس از عمل نیروهای امنیتی «در اقدامی شوکه‌آور درحالی‌که آرش صادقی هنوز بیهوش بود به او دستبند و پابند زدند» و برخلاف توصیه پزشکان به بخش دیگری منتقل کردند: «سپس ناحیه اطراف تخت او را مسدود کردند که منجر به عدم دسترسی پرسنل بیمارستان به او برای معاینات پس از عمل و اعتراض کارکنان شد».
آرش صادقی بر اثر سرطان دست خود را در زندان اوین، در حوالی سال ۱۳۹۸ از دست داد.

### ترند شدن در توییتر
آرش صادقی، زندانی سیاسی، برای ساعاتی به ترند اول جهانی در شبکه اجتماعی توییتر تبدیل شد. کاربران توییتر در سراسر جهان خواستار حفاظت از جان آرش صادقی شده‌اند. بر اساس گزارش‌ها حال او «بسیار وخیم» و «با خطر خون‌ریزی و سوراخ شدن معده» مواجه است.
در ۳۰ دسامبر ۲۰۱۶ اعلام شد در مجموع ۲۴ ساعت منتهی تا ظهر جمعه به وقت لندن، هشتگ saveArash# («آرش را نجات دهید») بیش از ۶۸۰ هزار بار توییت شده است؛ و فقط در یک ساعت منتهی به ظهر این هشتگ ۸۹ هزار بار استفاده شده است. در این میان خبرگزاری فارس گفته است: بیست و چهار ساعت نمی‌گذرد که هشتگ سیو آرش می‌شود اولین توییت پر بازدید دنیا.

## نامه به کمیسر عالی حقوق بشر سازمان ملل متحد
در ۱۸ بهمن ۱۳۹۹ آرش صادقی در نامه‌ای سرگشاده به میشل باشله نوشته است: «سرکوب منتقدان از آغاز حاکمیتِ جمهوری اسلامی به اشکال مختلف شروع و تاکنون ادامه داشته است. از زمان تعویض صادق لاریجانی با ابراهیم رئیسی این سرکوب‌ها و شکنجه‌ها دچار تغییرات ظاهری اما تشدید شد و با حفظ ظاهری نسبتاً موجه و ساخت یک ویترین، سرکوب منتقدان را به شیوه‌های دیگر ادامه داد.» وی در این نامه ضمن ادامه داشتن قتل و شکنجه زندانیان سیاسی، به پرونده‌سازی، آزار خانواده، عدم رسیدگی پزشکی و تبعید آن‌ها اشاره کرده است.

## واکنش‌ها

### داخلی
- محمود صادقی: در حد مقدوراتم به عنوان یک نماینده مجلس در حال پیگیری و کمک به زندانیان فعال مدنی به ویژه آرش صادقی و علی شریعتی هستم.[۲۱]
- الیاس حضرتی در نامه‌ای به صادق لاریجانی خواستار رسیدگی به مطالبات دو تن از زندانیان سیاسی و دستور سریع برای جلوگیری از به خطر افتادن جان آن‌ها به خاطر اعتصاب غذا شد.[۲۲]
- رحمت‌الله حافظی: من کاری به محکومیت او ندارم اما برای سلامتی‌اش تلاش می‌کنم و چند بار سعی کرده‌ام با دادستان گفتگو کنم و تلاش ام صرفاً به واسطه سلامت آرش صادقی است.[۲۳]
- احمد مازنی در توییتی با اشاره به هشتگ (به انگلیسی: #saveArash) ماده ۶۱ «منشور حقوق شهروندی» در خصوص لزوم محاکمه شهروندان با اتهام سیاسی و مطبوعاتی در دادگاه‌های دادگستری، علنی و با حضور هیئت منصفه را یادآوری کرد.[۲۴]
- علی مطهری با انتشار مطلبی در صفحه شخصی خود در اینستاگرام نوشت: «امروز با چند تن از نمایندگان راجع به موضوع آقای آرش صادقی مشورت کردم و اقداماتی انجام شد. به حل موضوع امیدوارم. ریشه این‌گونه اتفاقات احکام سنگینی است که برای منتقدان سیاسی بدون توجه به میزان تأثیر اتهام آن‌ها در جامعه صادر می‌شود و آن‌ها مجبور به اعتصاب غذا و مانند آن می‌شوند و یک موضوع جزئی که می‌شد با تدبیر حل و فصل و حتی موجب جذب متهم به نظام شود تبدیل به دستاویزی برای ایرادهای حقوق بشری دشمنان انقلاب اسلامی می‌گردد. مسئولان امنیتی و قضایی باید به این روش‌ها پایان دهند».[۲۵]

### بین‌المللی
- سازمان عفو بین‌الملل با انتشار بیانیه‌ای، ضمن اشاره به اعتصاب غذای آرش صادقی در خصوص وضعیت وخیم جسمانی او هشدار داد.[نیازمند منبع]
- تام مالیناوسکی دستیار وزیرخارجه آمریکا: هیچ‌کس نباید بخاطر فعالیت مدنی مسالمت‌آمیز زندانی شود. ایران باید به اجرای قوانین خودش پایبند باشد و آرش صادقی و گلرخ ایرایی را آزاد کند.[۲۶]
- روز سه‌شنبه ۲۲ مرداد ۱۳۹۸ عفو بین‌الملل با اشاره به شکنجه آرش صادقی و عدم رسیدگی‌های پزشکی به‌رغم ابتلای او به سرطان، خواهان آزادی بدون قید و شرط وی شد.[۲۷][۲۸]

## آزادی از زندان
صادقی در روز شنبه ۱۱ اردیبهشت ۱۴۰۰، با استناد به «قانون کاهش مجازات حبس تعزیری»، پس از تحمل پنج سال و شش ماه حبس از زندان رجایی‌شهر کرج آزاد شد.

## دستگیری مجدد
صادقی در جریان خیزش ۱۴۰۱ ایران در ۲۰ مهر ۱۴۰۱ مجدداً دستگیر شد. حسین صادقی، پدر آرش در حساب توییتر خود تنها با نوشتن یک جمله این خبر را اعلام کرد: «آرش صادقی دستگیر شد». وی در تماس با خانواده‌اش گفته است که به بند ۲۰۹ اوین متعلق به وزارت اطلاعات منتقل شده است.
حسین صادقی، پدر آرش، در توئیتی که روز پنج‌شنبه ۲۶ آبان منتشر کرد نوشت که پسرش در تماس با خانواده اعلام کرده است که داروهای او در بهداری زندان موجود نیست. این وضعیت در حالی است که به گفتهٔ این خانواده، آن‌ها نیز اجازه تهیه دارو و ارسال آن به زندان را ندارند. آرش که به بیماری سرطان مبتلا است، باید به‌طور مرتب به داروهای خود دسترسی داشته و تحت نظر پزشکان باشد و به گفتهٔ پدرش «هر یک روز بودن در زندان برای آرش یعنی یک روز از درمان دور شدن و خطر جانی».
حسین صادقی در مورد بیماری پسرش گفت که آرش به بیماری کندروسارکوم، نوعی سرطان استخوان، مبتلاست و باید هر ماه آزمایش خون مخصوص بدهد و اسکن بافت استخوان انجام دهد. وی با تأکید بر اینکه تداوم بازداشت برای تشدید بیماری او بسیار مضر است، گفت که وضعیت بیماری آرش در مرحله‌ای است که به جای زندان، باید تحت معالجه مداوم باشد.

## آزادی
آرش صادقی در تاریخ اول بهمن ۱۴۰۱ به‌طور موقت تا پایان مراحل دادرسی به قید وثیقه از زندان آزاد شد.